# Orígenes (el pagano)
Orígenes el pagano (griego: Ὠριγένης; principios del siglo III) fue un filósofo platónico de la ciudad de Alejandría. Fue alumno de Amonio Saccas en su escuela de filosofía en Alejandría, donde coincidió con Plotino. Fue también contemporáneo del filósofo cristiano Orígenes, quien también podría haber sido educado por Amonio.
Se lo menciona en tres ocasiones en la Vida de Plotino escrita por Porfirio, donde se lo trata con mucha más amabilidad que a Orígenes el cristiano, a quien Porfirio despreciaba. También Proclo lo nombra en varias ocasiones y tanto Plotino como Longino, ambos alumnos compañeros de Orígenes, lo trataban con respeto.